# Szymon Budny
Szymon Budny (łac. Simon Budnii, Budnius, Budnaeus; biał. Сымон Будны, Symon Budny; ur. prawd. w 1530, zm. 13 stycznia 1593 w Wiszniewie) – polsko-białoruski uczony i działacz reformacyjny, pastor początkowo kalwiński, następnie unitraiński, hebraista, biblista, tłumacz Biblii na język polski, pisarz, teolog i jeden z głównych przedstawicieli braci polskich w Wielkim Księstwie Litewskim. Pisał w języku białoruskim, po polsku i po łacinie.  
Budny był tłumaczem Biblii nieświeskiej (1572) – pierwszego kompletnego tłumaczenia Pisma Świętego na język polski z języków oryginalnych – z hebrajskiego i greckiego. Wywarł wpływ na rozwój języka białoruskiego, będąc m.in. autorem Katechizmu nieświeskiego (1562), jednej z pierwszych książek drukowanych w języku białoruskim.  
Jego studia nad językiem hebrajskim przyczyniły się do rozwoju biblistyki, wywierając wpływ również na późniejszych badaczy żydowskich. Historyk Norman Davies nazwał go „najwybitniejszym hebraistą XVI wieku”. Pisma i idee religijne Budnego oddziaływały nie tylko na kierunki Reformacji w Polsce i Wielkim Księstwie Litewskim, ale też były dyskutowane w Europie zachodniej i przyczyniły się do rozwoju unitaryzmu na świecie.
Budny wypowiadał się również w sprawach publicznych. Był jednym z pionierów idei demokracji w polityce i przeciwnikiem kary śmierci.
Poglądy i dzieła Budnego spotykały się z polemiką i sprzeciwem pisarzy katolickich, protestanckich, jak również czasowo braci polskich. W 1603 roku jako autor trafił do pierwszego polskiego indeksu ksiąg zakazanych powstałego z inicjatywy biskupa Bernarda Maciejowskiego.

## Życiorys

### Lata nauki
Pochodzenie i moment urodzenia Budnego pozostają kwestiami spornymi. Jako jego data urodzenia przyjmowany jest rok 1530, zaś w 1544, zgodnie ze zwyczajem epoki, był już prawdopodobnie studentem Uniwersytetu Jagiellońskiego. 
Przedstawiana w starszych biografiach, jak również dominująca w literaturach białoruskiej i rosyjskiej teza o urodzeniu Budnego na dzisiejszej Białorusi, w prawosławnej rodzinie, nie jest poparta żadnym przekonującym dowodem, co więcej, on sam zaprzeczał takiej wersji. Równie niemożliwa do udowodnienia jest inna ewentualność (popierana m.in. przez Marcelego Kosmana), jakoby Budny urodził się na Mazowszu. Wobec innego definiowania podjęcia narodowości w XVI w. i obecnie nie jest również możliwe jednoznaczne określenie przynależności narodowej Budnego.
Studiował na Akademii Krakowskiej, we Włoszech i Szwajcarii, gdzie zetknął się z ideami unitarianizmu za pośrednictwem Miguela Serveta. Biegle władał językami: białoruskim, polskim, łacińskim, hebrajskim i greckim, być może również znał czeski i włoski.

### Pisarz białoruski i pastor kalwiński

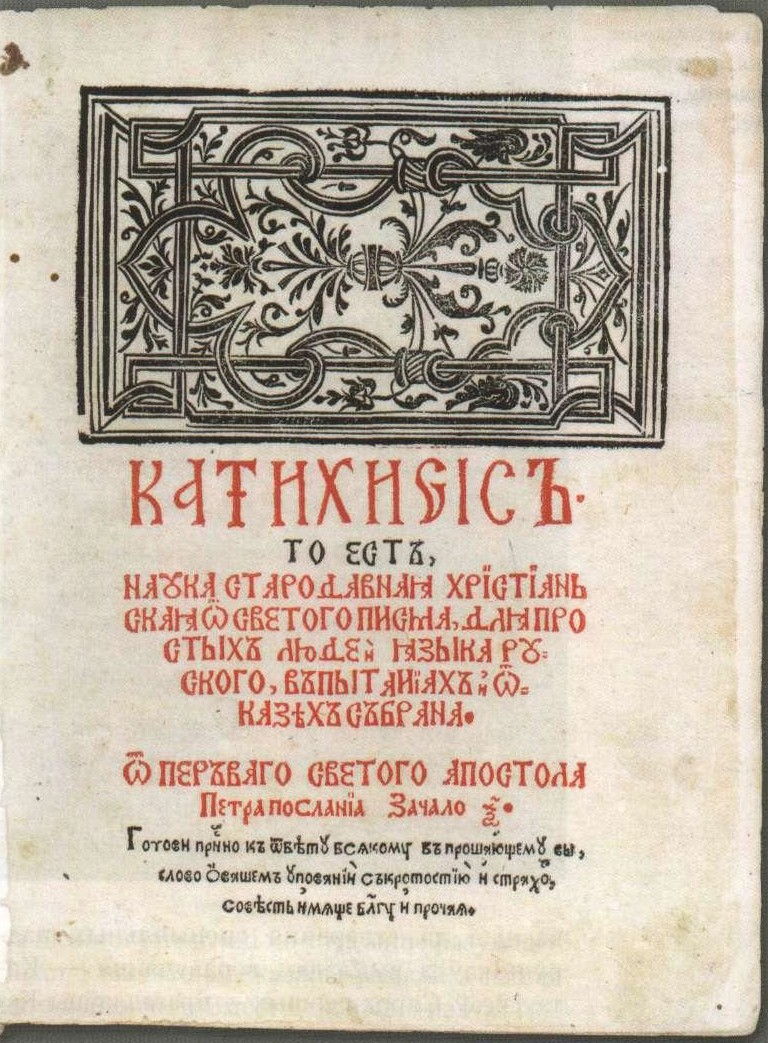
Strona tytułowa Katechizmu nieświeskiego w języku białoruskim, 1562

Po powrocie na Litwę Budny osiadł w Klecku na dworze księcia Mikołaja Radziwiłła Czarnego, protektora kalwinizmu, gdzie powierzono mu funkcję pastora. Budny współtworzył (wraz z Ostapem Wałpowiczem, Wawrzyńcem Krzyżkowskim i Maciejem Kawęczyńskim) kalwińską drukarnię w Nieświeżu, gdzie w 1562 wydrukowano jego pierwszą książkę Katechizm nieświeski (Katichizis, to jest nauka starodawnaja chrystianskaja od swiatogo Pisma dlia prostych ludiej jazyka ruskago w pytaniach i odkazach sobrana). To dzieło zostało napisane w języku białoruskim i głosiło pochwałę tego języka oraz podkreślało konieczność jego używania w literaturze (zgodnie z poglądami Franciszka Skaryny). Katechizm Budnego był w istocie białoruskim przekładem Katechizmu Marcina Lutra.
Jest to jedno z niewielu dzieł, pisanych po białorusku. W języku tym pisali wówczas tylko miejscowi muzułmanie (Tatarzy) oraz ewangelicy; katolicy pisali po polsku, a prawosławni w języku cerkiewnosłowiańskim. Jednocześnie Katichisis było pamfletem wymierzonym przeciwko prawosławiu, podkreślało zbędność rytuałów religijnych, niski poziom wykształcenia księży i stwierdzało, że tylko judaizm stara się zapoznać wiernych z treścią świętych pism.
Budny wkrótce ujawnił swoje sympatie dla unitarianizmu w kolejnym dziele w języku białoruskim: Pra apraudanie griesznaga czaławieka pierad Bogam (O usprawiedliwieniu grzesznego człowieka przed Bogiem) 1562. W tej książce Budny bronił instytucji państwa, służby wojskowej i własności prywatnej przeciwko radykałom braci polskich.

### Bracia polscy

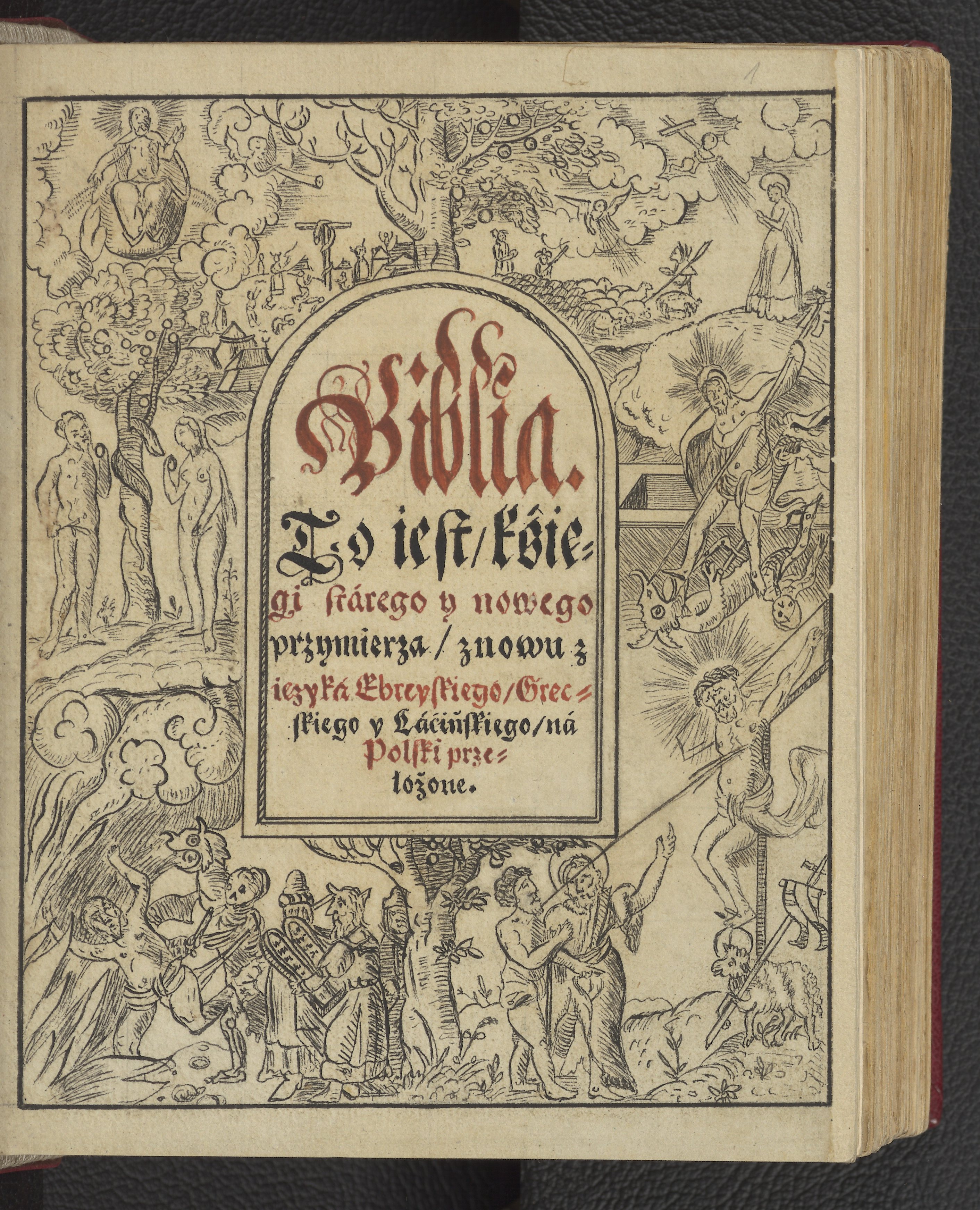
Strona tytułowa Biblii nieświeskiej, 1572

Z powodu sprzyjania braciom polskim („arianom”) kalwiński konsystorz pozbawił go funkcji pastora. Gdy Budny został pozbawiony wszelkich dochodów próbował odzyskać łaskę księcia Radziwiłła, ale bez powodzenia. Przeniósł się do Łoska, na dwór krajczego litewskiego Jana Kiszki, który sprzyjał braciom polskim. Tu Budny (jako pastor braci polskich) otwarcie przedstawił swój program demokratyzacji ustroju państwa i protestował przeciwko karze śmierci. Odrzucał też ideę boskości Jezusa i podkreślał, iż Jezus był tylko doskonałym człowiekiem. Te nowatorskie idee przysporzyły mu wielu wrogów, głównie wśród katolików i prawosławnych, którzy zarzucali mu sympatię dla judaizmu. Także bracia polscy potępiali jego najskrajniejsze poglądy; był 2 razy ekskomunikowany ze zboru (w 1582 i 1584) i z powrotem przyjmowany, po odwołaniu kontrowersji.

### Tłumacz Biblii

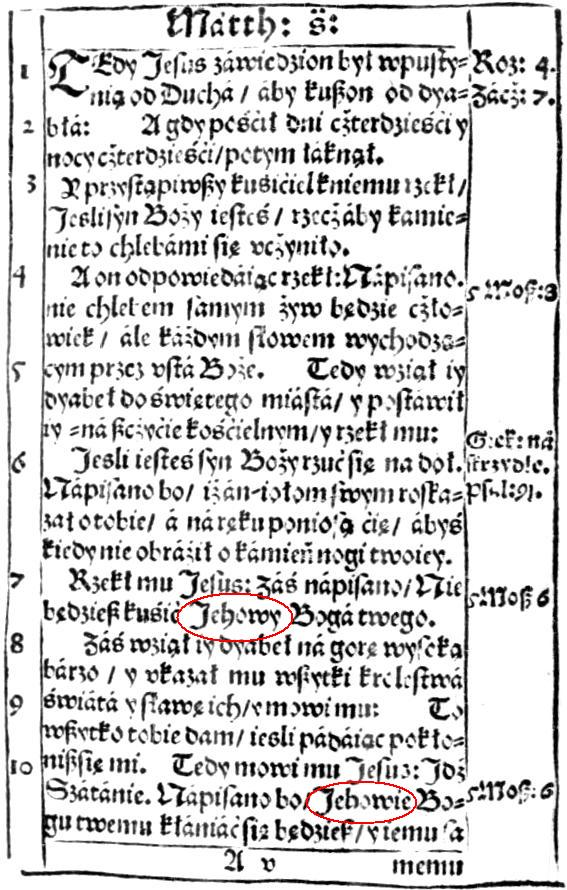
Karta Nowego Testamentu Szymona Budnego z 1574 (fragment Ewangelii Mateusza z opisem kuszenia Jezusa)

Po ukazaniu się pierwszych drukowanych polskich Biblii – katolickiej Biblii Leopolity (1561) i kalwińskiej Biblii brzeskiej (1563) – środowiska protestanckie (kalwińskie i braci polskich) dostrzegały potrzebę wydania jeszcze jednego Pisma Świętego w tańszym i poręczniejszym formacie oraz wolnego od błędów wydań wcześniejszych i bliższego językowi zwykłych ludzi. Około 1567 (synod braci polskich w Skrzynnie) rozpoczęto prace nad poprawionym wydaniem Biblii brzeskiej i przygotowania do jej druku w Nieświeżu w majątku Radziwiłłów, którym zarządzał Maciej Kawęczyński, właściciel tamtejszej drukarni. W 1568 w drukarni nieświeskiej wydano Nowy Testament z Biblii brzeskiej z małymi poprawkami.
Prawdopodobnie wówczas, w 1568 Kawęczyński zaprosił Budnego do prac nad poprawieniem Biblii brzeskiej. Porównanie jej tekstu z wersjami grecką, hebrajską i niemiecką wykazało jednak, że wbrew deklaracjom wydawców przekład brzeski nie jest bezpośrednim tłumaczeniem z języków oryginalnych, ale przekładem z łaciny i francuskiego (przekład Olivétana, kuzyna Kalwina). Szybko okazało się, że dużo praktyczniej będzie dokonać nowego tłumaczenia niż poprawiać błędy wcześniejszych wydań. Po nieudanych próbach pozyskania współpracowników, Budny przyjął cały ciężar dokonania przekładu na siebie.
Budny rozpoczął od przetłumaczenia Nowego Testamentu oraz ksiąg apokryficznych (które uważał za nienatchnione i traktował je jako „wprawkę” w grece). Zostały one wydrukowane w 1570 w Nieświeżu przez Kawęczyńskiego, który nie podzielał wszystkich poglądów Budnego i dokonał w tekście zmian bez uzgodnienia z tłumaczem, między innymi usuwając przypisy.
Prace nad Starym Testamentem prowadził Budny w latach 1570–1572. O intensywności pracy świadczy fakt, że pod koniec tego okresu biblista miał poważne problemy ze wzrokiem i musiał korzystać z pomocy młodzieńca czytającego teksty hebrajskie. W 1572 ukazało się dzieło życia Budnego – całość przekładu Biblii znana jako „Biblia nieświeska”. Druk rozpoczęto w Nieświeżu, ale przerwano go na skutek interwencji nawróconego na katolicyzm Krzysztofa „Sierotki” Radziwiłła, który doprowadził do przeniesienia drukarni do Zasławia (lub Uzdy). Tam dokończono druk Biblii w przekładzie Budnego, stąd czasem spotykana jest nazwa Biblia Nieświesko-Zasławska.
Biblia nieświeska, w odróżnieniu do Biblii brzeskiej, była tłumaczeniem dosłownym, w którym oddano „słowo za słowo”, a nie „myśl za myśl”. Przez to była, jak na XVI w., bardzo nowatorska. Zrywała też z wieloma tradycyjnymi rozwiązaniami, a w to miejsce często ściśle trzymała się wersji hebrajskiej. Wprowadzała do języka polskiego neologizmy, które miały zastąpić łacińskie zwroty (np. „rozdział” w miejsce „kapitel”). Większość imion i nazw własnych była transkrypcją hebrajskich i greckich odpowiedników. Konsekwentnie oddawała takie słowa jak „dusza” (hebr. nefesz, gr. psyche), „grób” (hebr. szeol, gr. hadeis), „Jehowáh” (hebr. JHWH).
Z czasem Budny wyparł się jednak tłumaczenia Nowego Testamentu z Biblii Nieświeskiej (zmienionego przez wydawców) i 2 lata później, w 1574 wydał w drukarni Jana Kiszki w Łosku sam pod własnym nazwiskiem Nowy Testament, w wersji bez zmian Kawęczyńskiego i z przypisami oraz obszernym materiałem biblistycznym. W wydaniu tym zamieścił 11 razy imię „Jehowáh” w Ewangelii według Mateusza. W wydaniu tym Budny usunął wszelkie wzmianki sugerujące boskość Jezusa.
Później, ok. 1589, Budny wydał w Łosku jeszcze jedno wydanie Nowego Testamentu, w którym wycofał się z części swoich rozwiązań, uważanych za kontrowersyjne i niepotwierdzone manuskryptami. Zmian tych dokonał również pod wpływem środowiska Braci Polskich.

### Pisarz polski

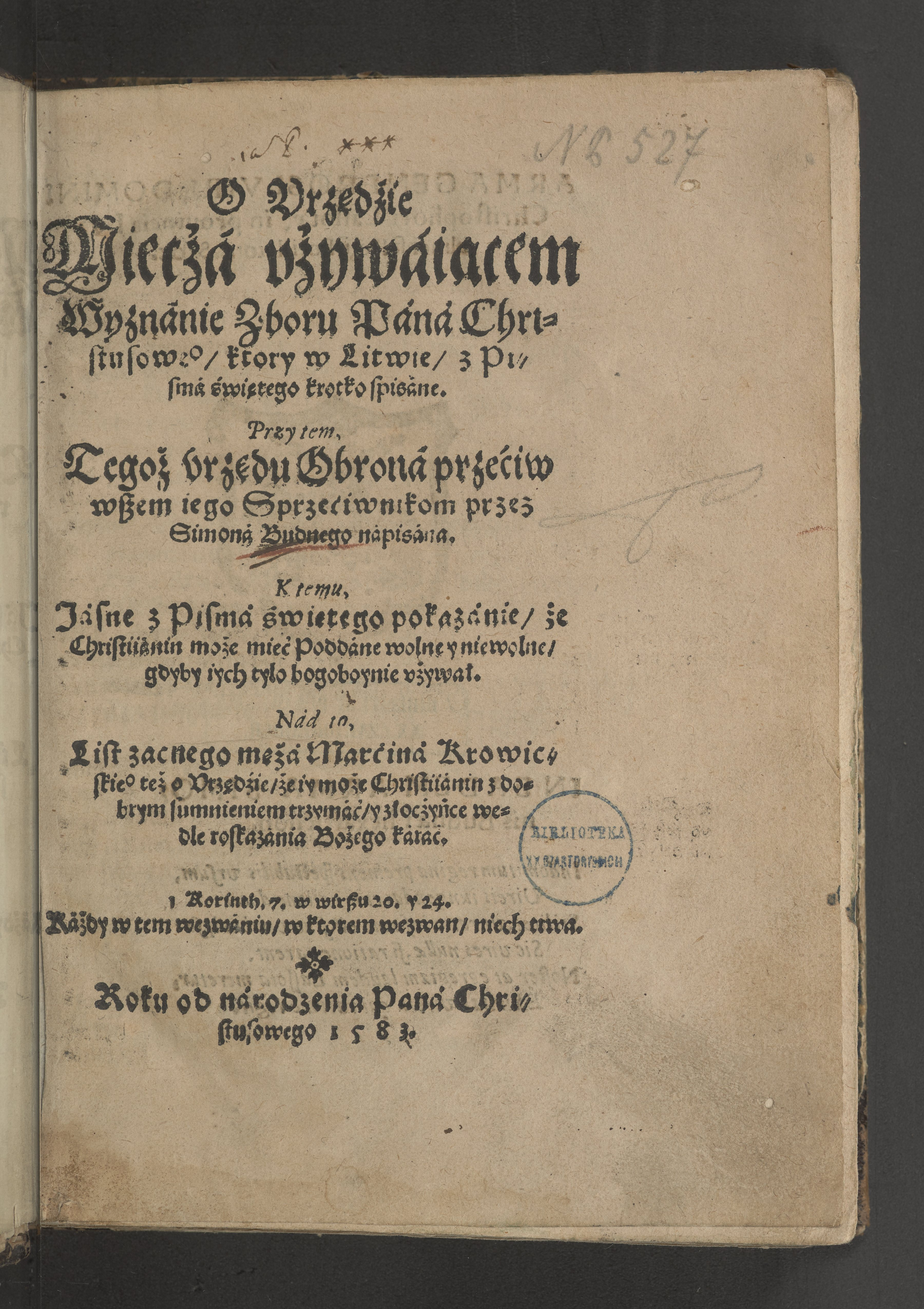
Strona tytułowa rozprawy Szymona Budnego O urzędzie miecza używającem, 1583

Ponieważ krąg czytelników języka białoruskiego był ograniczony, Budny zaczął pisać po polsku, wyjaśniając: Głupstwo to jest mową jednej krainy gardzić, a drugiej słówka pod niebiosa wynosić.
Napisał wstęp do polskiego przekładu dzieła Andrzeja Frycza Modrzewskiego O poprawie Rzeczypospolitej (1577). Nieco wcześniej, w książce O furyiach albo szaleństwach francuskich... (1573) przestrzegał przed wybieraniem Henryka Walezego na króla Polski, który mógłby powtórzyć masakrę innowierców („Noc św. Bartłomieja”).
Nawoływał do zachowania czystości języka polskiego i proponował zastąpienie zapożyczeń z języków obcych (głównie germanizmów i latynizmów) słowami z innych języków słowiańskich. Wprowadził do swoich przekładów takie słowa jak „namiot”, „rozdział”, „napletek”, „całopalenie” i inne, które weszły na stałe do języka polskiego.
Większość dzieł Budnego zaginęła lub została zniszczona w okresie kontrreformacji; oprócz wymienionych zachowały się: Świętego Justyna filozofa i męczennika rozmowa z Tryfonem Żydem (1564), Ad argumenta Simleri... (1574), O przedniejszych wiary chrystyjańskiej artykulech to jest o Bogu jedynym, o Synu jego i Duchu św. (1576), O urzędzie miecza używającem (1583).

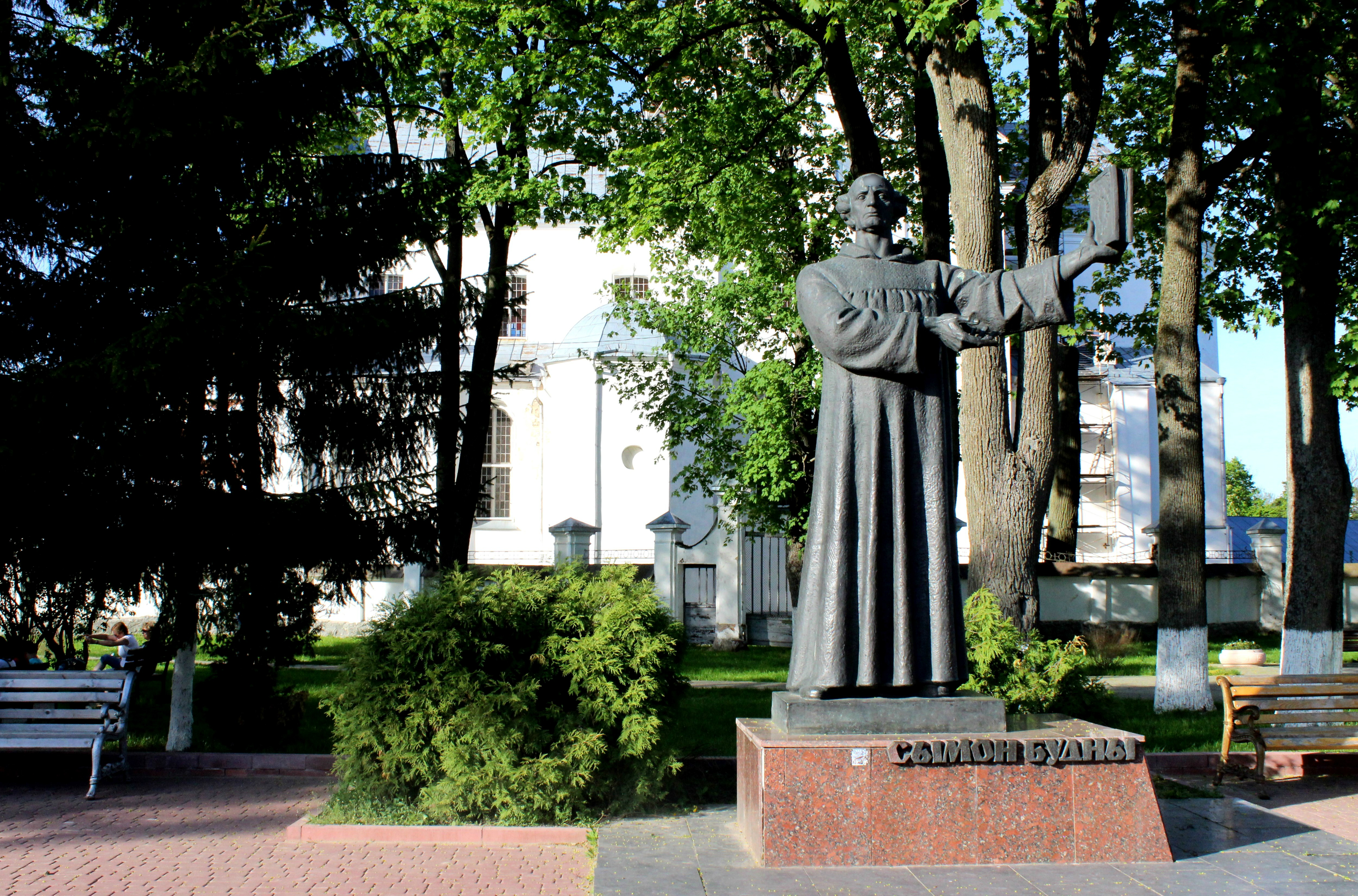
Pomnik Szymona Budnego w Nieświeżu, autor: Swietłana Gorbunowa, 1982

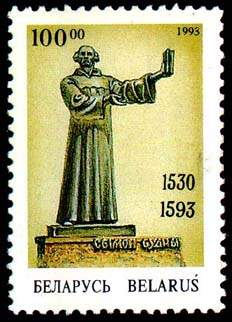
Białoruski znaczek pocztowy z 1993 roku wydany z okazji 400-lecia śmierci Szymona Budnego

## Twórczość

### Ważniejsze utwory
- Katichisis, to jest nauka starodawnaja chrystianskaja od Swiatoho Pisma dla prostych ludiej jazyka ruskoho w pytanijach i otkazach sobrana, Nieśwież 1562, drukarnia Macieja Kawieczyńskiego (pierwszy w historii katechizm w języku białoruskim, napisany w duchu kalwińskim, unikat Biblioteki Czartoryskich) – tzw. Katechizm nieświeski
- O oprawdanii hriesznaho czełowieka pried Bohom, Nieśwież 1562, drukarnia Macieja Kawieczyńskiego (wyd. w języku białoruskim, zaginione)
- Ad argumenta Simleri et aliorum quorundam pro duabus in Christo naturis dimicantium quaecumque Stanislaus Grochovius contra Simon Budnaeum ezcerpsit, eiusdem S. B. responsio, 1574 (druk nieznany)
- Brevis demonstratio, quod Christus not sit ipse Deus qui Pater nec ei aequalis, 1574 (ogł. w S. Kot Reformacja w Polsce, 1936, s. 316–326)
- O przedniejszych wiary chrystiańskiej artikulech, to jest o Bogu jedynym, o Synu jego i o Duchu św., Łosk 1576, drukarnia J. Karcan (antytrynitarne wyznanie wiary Budnego z tego dzieła ogł. H. Merczyng S. Budny jako krytyk tekstów biblijnych, Kraków 1913, s. 85–88)
- Przedmowa do A. Frycz Modrzewski O poprawie Rzeczypospolitej, przekł. C. Bazylika, Łosk 1577, drukarnia J. Karcan
- O urzędzie miecza używającem, Łosk 1583 (obszerne fragm. podał A. Brückner „Z dziejów polskich różnowierców. Arianie”, Atenuem 1896, t. 2)

### Przekłady biblijne
- Nowy Testament i apokryfy, przekład z języka greckiego, Nieśwież 1570, drukarnia Macieja Kawieczyńskiego
- Biblia, to jest Księgi Starego i Nowego Przymierza, przekład z języków hebrajskiego i greckiego, Nieśwież 1572, drukarnia Macieja Kawieczyńskiego (wyd. całkowite zaczęto składać w 1571 w Nieświeżu, druk zakończono prawdopodobnie rok później w Zasławiu) – tzw. Biblia nieświeska
- Nowy Testament, przekład z języka greckiego, Łosk 1574, drukarnia Jana Kiszki, I wydanie autorskie Szymona Budnego z przypisami i przedmową
- Nowy Testament, drukarnia Jana Kiszki, przekład z języka greckiego, Łosk 1589, II wydanie autorskie Szymona Budnego z przypisami i dwoma przedmowami, wydanie poprawione

### Inne przekłady
- De processione Spiritus Sancti libellus, a quodam Russo vel Roxolano contra Latinorum opiniones in lingua illyrica iam pridem conscriptus, nunc vero a Simone Budnaeo conversus (rękopis Archiwum Państwowego w Zurychu, sygn. E II 367 k. 231-242)
- Justyn Męczennik Świętego Justyna filozofa i męczennika rozmowa z Tryfonem Żydem, Nieśwież 1564, tłumaczenie wspólnie z Wawrzyńcem Krzyszkowskim (zaginione)
- Edmundus Waramundus Frisiles O furyjach albo szaleństwach francuskich, to jest o strasznym a niesłusznym Admirała Kasztylliońskiego i wielu innych mężów zamordowaniu, Łosk 1576 (zaginione)

### Listy i materiały
- List do H. Bullingera z 1563 (ogł. T. Wotschke „Der Briefwechsel der Schweizer mit den Polen” w: Archiv f. Reformationsgeschichte, Ergänzungsband 3, 1908)
- List do Łabędzkiego, 20 kwietnia 1572, Zasław (tekst polski i przekł. łaciński podaje S. Kot „Szymon Budny. Der grösste Häretiker Litauens im 16. Jahrhundert” w: Studien zur älteren Geschichte Osteuropas I. Teil: „Festschrift für Heinrich Felix Schmid”, Graz 1956)
- List-memoriał do historiografa reformacji angielskiej J. Foxe’a, 4 maja 1574 (ogł. S. Kot Reformacja w Polsce, 1936, s. 316 nn.)

### Utwór o autorstwie niepewnym
- Elekcyja króla krześcijańska, Kraków 1573, drukarnia Łazarz Andrysowic (przedruk: J. Czubek Pisma polityczne z czasów pierwszego bezkrólewia, Kraków 1906)

### Literatura dodatkowa
- Stanisław Kot: Budny Szymon. W: Polski Słownik Biograficzny. T. 3: Brożek Jan – Chwalczewski Franciszek. Kraków: Polska Akademia Umiejętności – Skład Główny w Księgarniach Gebethnera i Wolffa, 1937, s. 96–99. Reprint: Zakład Narodowy im. Ossolińskich, Kraków 1989, ISBN 83-04-03291-0.
- Bibliografia Literatury Polskiej – Nowy Korbut, t. 2 Piśmiennictwo Staropolskie, Państwowy Instytut Wydawniczy, Warszawa 1964, s. 61–65
- Zbigniew Ogonowski, Socynianizm. Dzieje, poglądy, oddziaływanie, Warszawa: Instytut Historii Nauki PAN, 2015, ISBN 978-83-7545-604-2. Brak numerów stron w książce

### Przekłady biblijne Szymona Budnego online
- „Biblia Nieświeska” z 1572 r, w serwisie Polona
- „Biblia Nieświeska” z 1572 r.  (Wielkopolska Biblioteka Cyfrowa)
- „Biblia Nieświeska” z 1572 r.  (Dolnośląska Biblioteka Cyfrowa)
- „Nowy Testament”, wydanie pierwsze z 1574 r. z przedmową tłumacza (Wielkopolska Biblioteka Cyfrowa)
- „Nowy Testament”, wydanie ostateczne z 1589 r. z przedmową tłumacza  w serwisie Polona (skan jedynego zachowanego egzemplarza)
- Ewangelia Mateusza (z 1574) i Księga Rodzaju (z 1572) w przekładzie Budnego (transkrypcja typu „B”)

### Opracowania
- Henryk Merczyng „Szymon Budny jako krytyk tekstów biblijnych”, Kraków 1913
- Rajmund Pietkiewicz, Pismo Święte w języku polskim w latach 1518–1638
- Biografia i dzieła Szymona Budnego